# Condado de Marion (Ohio)
O Condado de Marion é um dos 88 condados do Estado americano de Ohio. A sede do condado é Marion, e sua maior cidade é Marion. O condado possui uma área de 1 047 km² (dos quais 1 km² estão cobertos por água), uma população de 66 217 habitantes, e uma densidade populacional de 63 hab/km² (segundo o censo nacional de 2000). O condado foi fundado em 1823.